# Senta (djur)
Senta är ett släkte av fjärilar som beskrevs av Stephens 1834. Senta ingår i familjen nattflyn, Noctuidae.

## Dottertaxa tillSenta, i alfabetisk ordning[1][2]
- Senta bertha Schaus, 1893
- Senta flammea Curtis, 1828, Strimvassfly
- Senta longipennis Hampson, 1905
- Senta lunulata Gaede, 1916
- Senta pectinata Hampson, 1905
- Senta sarca Hampson, 1902
- Senta tenebra Hampson, 1905